# Oszust z Tindera
Oszust z Tindera (ang. The Tinder Swindler) – brytyjski film dokumentalny w reżyserii Felicity Morris, który został wydany na platformie Netflix 2 lutego 2022 roku. Film opowiada historię izraelskiego oszusta Simona Levieva, który za pomocą aplikacji randkowej Tinder, manipuluje emocjonalnie poznanymi tam kobietami, aby odnosić korzyści finansowe.

## Fabuła
Izraelczyk, urodzony jako Shimon Hayut, podróżował po Europie, przedstawiając się jako syn rosyjsko-izraelskiego potentata diamentów Leva Levieva. Używał aplikacji randkowej Tinder, aby kontaktować się z kobietami jako Simon Leviev i nakłaniał je do pożyczania mu dużych sum pieniężnych, których później nie zwracał. Oczarowywał kobiety hojnymi prezentami i zabierał je na obiady prywatnymi odrzutowcami za pieniądze, które pożyczył od innych kobiet, które wcześniej oszukał. Następnie udawał, że jest celem swoich „wrogów”, często wysyłając te same wiadomości i obrazy do każdej kobiety, udając, że jego ochroniarz został zaatakowany i prosząc swoje ofiary o pomoc finansową. Ofiary często zadłużały się, aby pomóc. Następnie wykorzystywał pieniądze zdobyte w wyniku oszustwa, aby zwabić nowe ofiary, posługując się piramidą finansową. Później udawał, że oddaje pieniądze ofiarom, wysyłając sfałszowane dokumenty przedstawiające fałszywe przelewy bankowe, a następnie zrywał kontakt z ofiarami.

## Odbiór
Po premierze filmu Tinder na stałe zabronił Levievowi korzystania ze swojej platformy.
5 lutego trzy ofiary oszusta rozpoczęły kampanię zbierania funduszy, aby spłacić swoje długi.